# Kloster Žitomislići

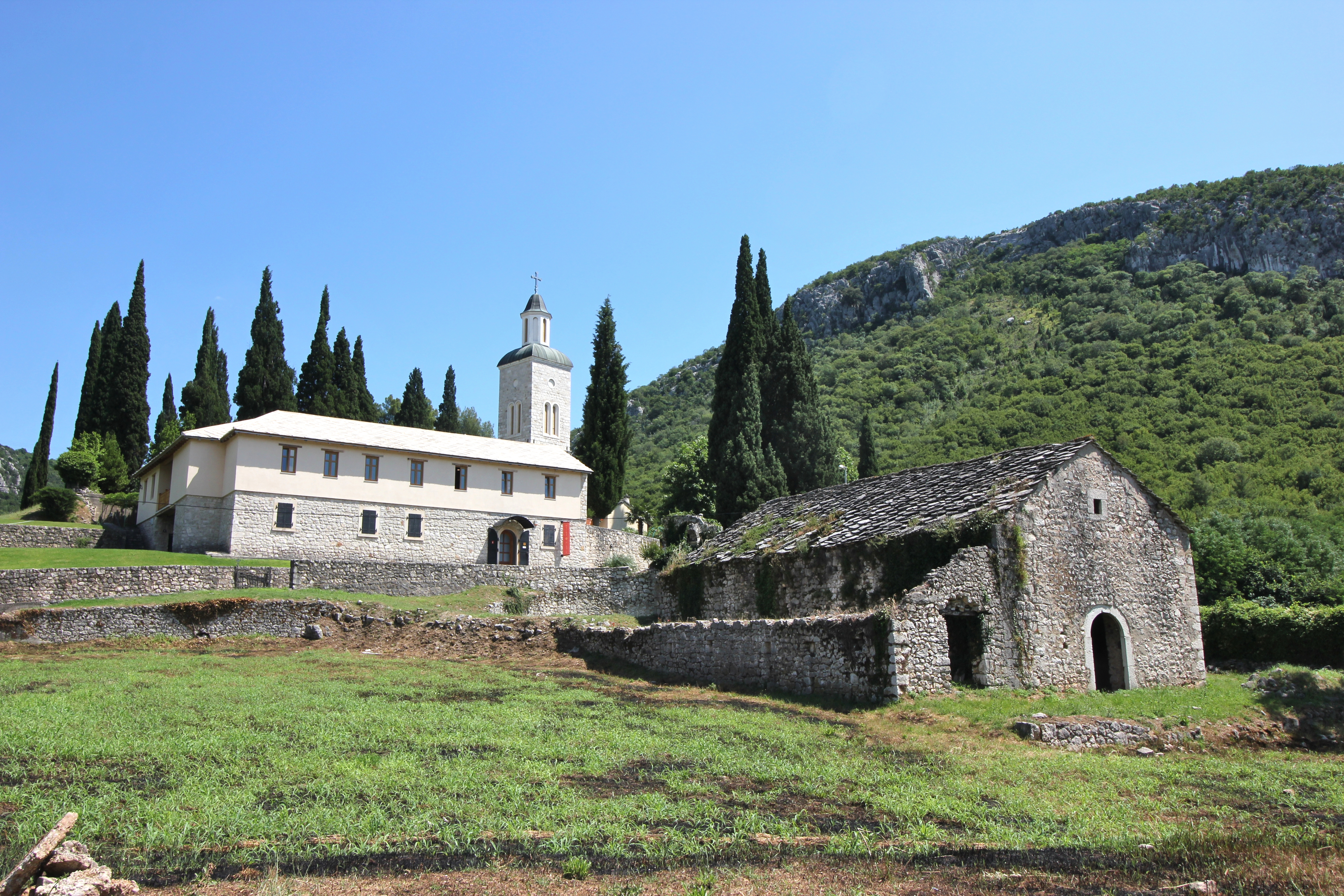
Kloster Žitomislići (2022)

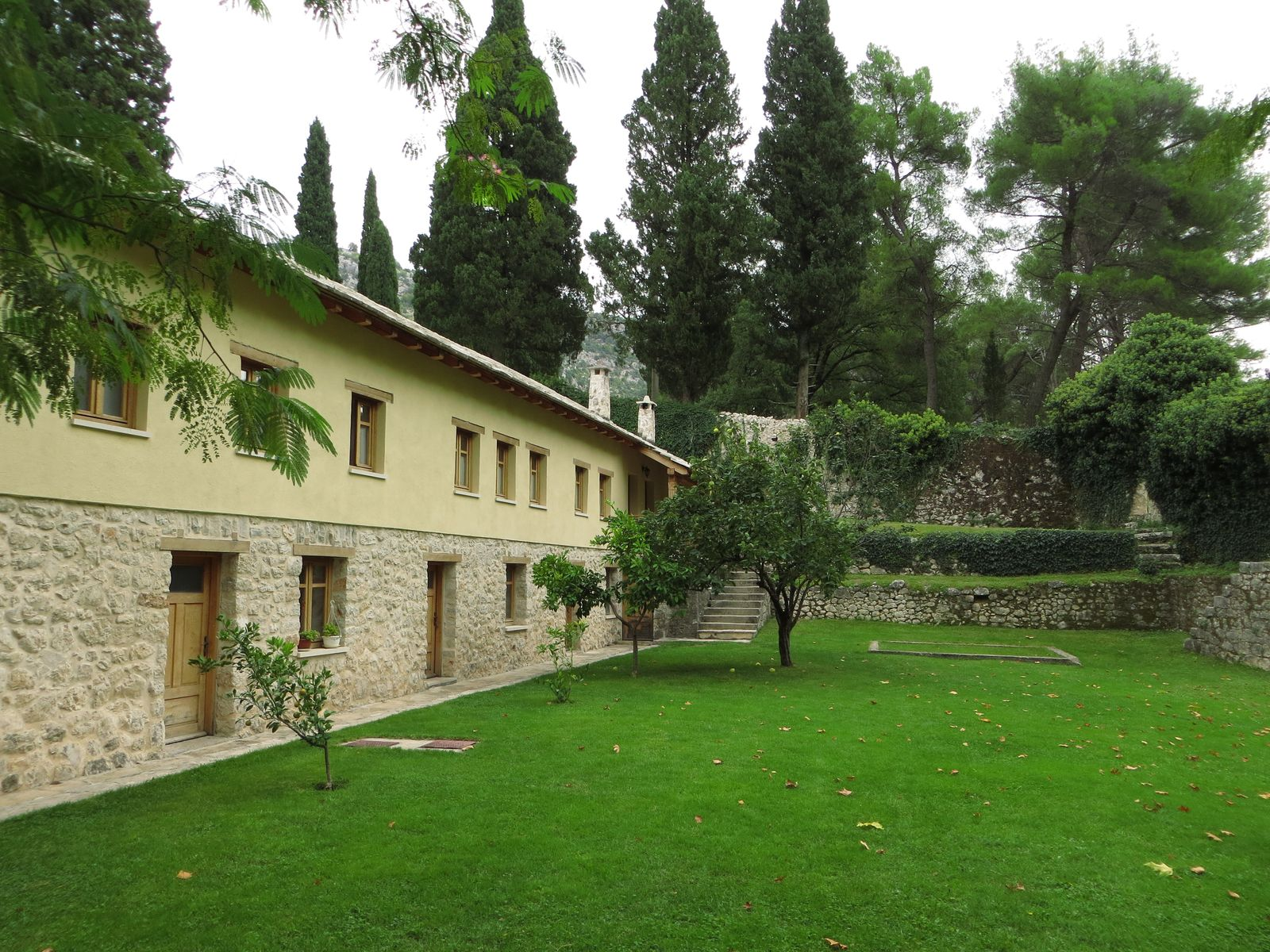
Klosterhof (2013)

Das Kloster Žitomislići (bosnisch und serbisch Manastir Žitomislići Манастир Житомислићи) ist ein serbisch-orthodoxes Kloster in Bosnien und Herzegowina. Das Dorf nördlich des Klosters trägt den gleichen Namen.

## Lage
Das Kloster befindet sich südlich von Mostar am östlichen Ufer der Neretva in der südwestlichen Herzegowina, auf dem Gebiet der Großgemeinde Čapljina im Kanton Herzegowina-Neretva, welcher seinerseits in der vorwiegend von Bosniaken und Kroaten bewohnten Föderation Bosnien und Herzegowina liegt. Der Fluss bildet auf Höhe des Klosters die Grenze zur westlichen Nachbargroßgemeinde Čitluk.

## Geschichte

### Gründung
Die Gründung des Klosters, das nach einem der zwölf orthodoxen Hauptfeste Verkündigung des Herrn benannt wurde, erfolgte mit finanziellen Mitteln von Milislav Hrabren während der osmanischen Herrschaftsperiode im Jahr 1566, an einer Stelle, an der sich Ruinen einer älteren Klosteranlage befanden. Seither nahm das Kloster eine immer größere religiöse Bedeutung für die Serben im unteren Neretvatal an.

### Osmanisches Reich
Im Jahr 1609 entstanden die Wandgemälde innerhalb des Klosters. Die Ikonostase des Klosters wurde 1710 vom Ikonenmaler Mihailo geschaffen. Vom 16. bis zum 18. Jahrhundert, als Žitomislići über eines der aktivsten orthodoxen Skriptorien des osmanischen Bosnien-Herzegowina verfügte, wurden im Kloster zahlreiche wertvolle Handschriften gesammelt. Während des Zerfalls des osmanischen Reiches wurde das benachbarte Dorf von Hajduken aus Montenegro erobert.

### Königreich Jugoslawien
Während die Region zum Königreich Jugoslawien gehörte, bildete das Dorf Žitomislići eine Basis der Tschetniks aus der östlichen Herzegowina, welche wiederholt Raubzüge in der Umgebung unternahmen. Diese wurden von der serbisch dominierten Regierung geduldet.

### Zweiter Weltkrieg und Folgen
Im Zweiten Weltkrieg gehörte die Herzegowina zum Unabhängigen Staat Kroatien. Im Spätsommer 1941 umstellten Truppen der Ustascha das Kloster und nahmen umfangreiche Plünderungen vor. In deren Verlauf wurde das Refektorium niedergebrannt, die völlige Zerstörung blieb aber aus.
Am 21. Juni 1941 verübten Angehörige der Ustascha in Šurmanci, am Westufer der Neretva gegenüber Žitomislići gelegen, ein Massaker an 559 serbischen Zivilisten, das sogenannte Massaker von Prebilovci, darunter an mehreren Mönchen des Klosters, was den Ortsbischof Alojzije Mišić veranlasste, im September 1941 einen Protestbrief an den Zagreber Erzbischof Kardinal Alojzije Stepinac zu verfassen.
Die kommunistische Regierung Jugoslawiens ließ die Golubinka genannte Höhle, in der sich die Leichen befanden, durch eine Betonplatte verschließen, weshalb sie erst 1989 exhumiert und auf dem Friedhof von Prebilovci in Čapljina beigesetzt werden konnten.
In den Nachkriegsjahren kam es wiederholt zu Racheakten an Familien, deren Angehörige an diesem Massaker beteiligt gewesen waren.

### Bosnienkrieg und Folgen
Wenige Monate nach Ausbruch des Bosnienkriegs, in den letzten Juni- und den ersten Julitagen 1992, wurde das vorwiegend von Serben bewohnte Dorf im Lauf einer sogenannten ethnischen Säuberung durch bosnisch-kroatische Streitkräfte zerstört und die Bevölkerung vertrieben. Anfang Juli 1992 wurde das Kloster durch Truppen des Kroatischen Verteidigungsrates, die vom westlich gelegenen Pilgerort Međugorje aufgebrochen waren, mit Hilfe von Bulldozern zerstört und mehrere Mönche wurden ermordet.
Auf das Dorf gingen im Verlauf der Kämpfe im Frühsommer 1992 mehr als 1200 Granaten nieder; etwa 400 serbische Überlebende flüchteten in Richtung Gacko und Nevesinje in der Republika Srpska.
Im Jahr 1993, Žitomislići lag mittlerweile in der von Mate Boban proklamierten und international nie anerkannten Republik Herceg-Bosna, wurden die Ruinen des Klosters mit Dynamit gesprengt und das Gelände sowie die Zufahrtsstraße vermint. Das Klostergrundstück blieb daher noch mehrere Jahre nach dem Friedensschluss im Jahr 1995 unzugängliches Sperrgebiet.

### Wiederaufbau
Erst am 8. April 2002, nach Beseitigung der Minen und fast zehn Jahre nach der Zerstörung des Klosters, konnte mit dem Wiederaufbau der Gebäude begonnen werden. An der Wiedereinweihungsfeier durch Patriarch Pavle I. im Mai 2005 nahmen sowohl das dreiköpfige Staatspräsidium von Bosnien und Herzegowina als auch der Präsident Serbiens, Boris Tadić, teil. Der römisch-katholische Ortsbischof Ratko Perić schlug die Einladung zur Teilnahme jedoch aus.
Frühere Einwohner des angrenzenden Dorfes konnten nach Kriegsende zurückkehren.

## Gegenwart
Heute ist das Kloster wieder ein beliebtes Touristenziel in der südlichen Herzegowina und kann nach vorheriger Anmeldung besichtigt werden. Es stellt eines der bedeutendsten serbisch-orthodoxen Klöster in Bosnien und Herzegowina dar.